# Тіто Кусі Юпанкі
Тіто Кусі Юпанкі, також Дієго де Кастро Тіто Кусі Юпанкі (*Titu Cusi Yupanqui, між 1536 та 1539 —1571) — володар Новоінкської імперії у 1558–1571 роках.

## Життєпис
Походив з династії Верхнього Куско. Син Манко Інка Юпанкі та дружини-сестри Кури Окльо. Точна дата невідома: за різними відомтсями — 1526, 1529, 1539 роки, проте більш правдоподібним є проміжок між 1536 та 1539 роком, оскільки старший брат Юпанкі — Сайрі Тупак народився у 1535 році. У 4 роки був схоплений іспанцями та вивезений до Куско. Лише у 8 років зумів повернутися до Вількабамби. З 1550-х років фактично перебрав владу на себе при номінальному правлінні його брата Сайрі Тупака.
У 1557 році Інка Сайрі Тупак залишає Вількабамбу, щоб оселитися в землях, призначених для нього іспанцями в долині Юкай, неподалік від Куско. Але держава в Вількабамбе не здається, і коли Сайрі Тупак помирає — після отруєння, згідно з місцевою традицією, — в 1560 році, Тіто Кусі офіційно стає володарем Інкою.
Із самого початку володарювання Інка з величезною енергію став готуватися до боротьби з іспанськими загарбниками. Він перейшов до тактики невеличких рейдів на іспанську територію. Водночас швидкими темпами відновлювалася економічна потуга інків.
Починаючи з середини 1560-х років, боячись повстання місцевих жителів, очолюваного Тіто Кусі Юпанкі, губернатор Лопе Гарсія де Кастро починає нові перемовини з Новоінкською державою. У 1566–1567 роках Інка офіційно підпорядковується Іспанії, підписуючи так званну «капітуляцію в Акобамбі». Він допускає також присутність іспанського коррехідора Дієго Родрігеса де Фігероа. У 1568 році він приймає хрещення під ім'ям Дієго де Кастро і приймає «самовільне вторгнення» двох августинських ченців, Маркоса Гарсія і Дієго Ортіса. Невдоволений їхнім місіонерським фанатизмом, Інка сильно обмежив їх свободу дій і піддав їх жорстокому глузуванню.
До Вількабамби незабаром прослідував також метис Мартін Пандо, секретар Ортіса. Незважаючи на ці незначні поступки, Тіто Кусі не припиняє виконувати свою політичну владу і функцію жерця Сонця: перемовини для нього було частиною стратегії, не допускаючи можливості справжньої капітуляції. 
У 1570 році зі слів Тіто Кусі Юпанкі було записано історичний твір «Повідомлення Інка про завоювання Перу», що є цінним джерелом з історії інків XVI ст. У 1571 році після раптової смерті Тіто Кусі його військовики стратили ченця Дієго Ортіса, вважаючи його винним у смерті правителя.